# Negative Capability
Negative Capability je studiové album anglické zpěvačky Marianne Faithfullové. Vydáno bylo 2. listopadu roku 2018 společností BMG. Album produkovali Rob Ellis a Warren Ellis. Coby hosté se na něm podíleli například Nick Cave, Mark Lanegan a Ed Harcourt. Kromě nových písní deska obsahuje nové verze třech starších – „As Tears Go By“, „It's All Over Now, Baby Blue“ a „Witches' Song“. Píseň, která vznikla ve spolupráci s Laneganem, se jmenuje „They Come at Night“, a byla inspirována teroristickými útoky v pařížském Bataclanu. Autorem fotografie na obalu alba je Yann Orhan.

## Seznam skladeb
| Pořadí | Název                                         | Autor                                                                         | Délka |
| ------ | --------------------------------------------- | ----------------------------------------------------------------------------- | ----- |
| 1.     | Misunderstanding                              | Marianne Faithfullová, Rob McVey, Sivert Høyem, Ed Harcourt                   | 4:04  |
| 2.     | The Gypsy Faerie Queen                        | Marianne Faithfullová, Nick Cave                                              | 3:40  |
| 3.     | As Tears Go By                                | Mick Jagger, Keith Richards, Andrew Loog Oldham                               | 3:52  |
| 4.     | In My Own Particular Way                      | Marianne Faithfullová, Ed Harcourt, Warren Ellis, Rob McVey                   | 4:21  |
| 5.     | Born to Live                                  | Marianne Faithfullová, Ed Harcourt                                            | 3:39  |
| 6.     | Witches Song                                  | Marianne Faithfullová, Barry Reynolds, Joe Mavety, Steve York, Terry Stannard | 4:57  |
| 7.     | It's All Over Now, Baby Blue                  | Bob Dylan                                                                     | 5:01  |
| 8.     | They Come at Night                            | Marianne Faithfullová, Mark Lanegan                                           | 3:40  |
| 9.     | Don't Go                                      | Marianne Faithfullová, Ed Harcourt                                            | 4:20  |
| 10.    | No Moon in Paris                              | Marianne Faithfullová, Ed Harcourt                                            | 4:56  |
| 11.    | Loneliest Person (bonus)                      | Phil May, Dick Taylor, Wally Waller, Skip Alan, John Povey, John Alder        | 2:52  |
| 12.    | No Moon in Paris (bonus; radio edit)          | Marianne Faithfullová, Ed Harcourt                                            | 3:26  |
| 13.    | hey Come at Night (bonus; alternativní verze) | Marianne Faithfullová, Mark Lanegan                                           | 3:36  |

## Obsazení
- Marianne Faithfullová – zpěv
- Nick Cave – doprovodné vokály, klavír
- Rob McVey – kytara, klavír, syntezátor, doprovodné vokály
- Ed Harcourt – klavír, baskytara, barytonová kytara, klávesy, elektrické piano, varhany, harmonium, doprovodné vokály
- Warren Ellis – viola, syntezátor, housle, klavír, altflétna, doprovodné vokály
- Rob Ellis – bicí, perkuse, syntezátor, klavír, basový syntezátor, zvonkohra, doprovodné vokály